# Ime Udoka
Ime Sunday Udoka (* 9. August 1977 in Portland, Oregon) ist ein US-amerikanischer ehemaliger Basketballspieler und heutiger -trainer nigerianischer Abstammung. Er ist der Head Coach der Houston Rockets in der National Basketball Association (NBA).

## Spielerkarriere

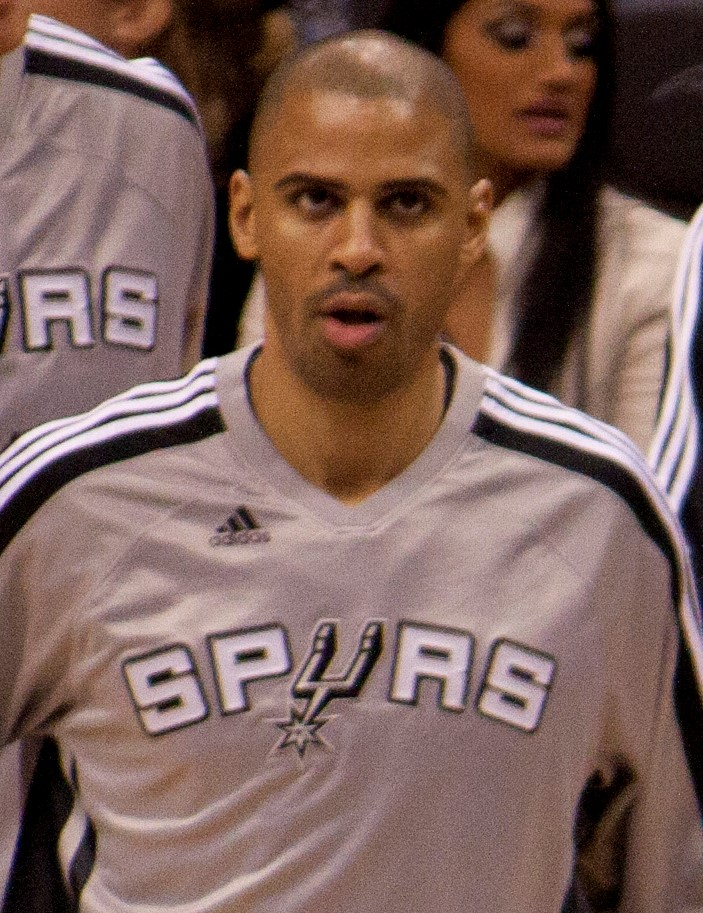
Als Spieler der San Antonio Spurs, 2010

Udoka besuchte die Jefferson High School in Portland. Er spielte danach zwei Jahre lang für das Eastern Utah Junior College sowie eine Saison an der University of San Francisco und beendete seine Collegekarriere an der Portland State University. Seine Profikarriere begann in der Saison 2000/01. Nachdem er einige Zeit in zweitklassigen US-Ligen verbracht hatte (wie zum Beispiel der NBA Development League), wurde er am 14. Januar 2004 von den Los Angeles Lakers in die NBA geholt. Nach nur vier Spielen, in denen er durchschnittlich 2 Punkte je Begegnung erzielte, musste er die Lakers jedoch wieder verlassen. Danach kehrte er in die NBA D-League zurück.
2005 verbrachte er einige Zeit in Europa. Er spielte neun Spiele in Frankreich für JA Vichy und machte im Schnitt 24,8 Punkte. Udoka erhielt daraufhin mehrere Angebote von größeren französischen Vereinen. Er lehnte diese allerdings ab, um sein Glück weiterhin in Nordamerika zu versuchen und seinen Traum von der NBA zu erfüllen.
Udoka wurde 2005/06 mit dem NBA Development League Joel Collier Sportsmanship Award ausgezeichnet und ins All-NBA D-League First Team gewählt, nachdem er 17,1 Punkte und 6,2 Rebounds für die Fort Worth Flyers erzielen konnte.
Am 6. April 2006 wurde Udoka von den New York Knicks unter Vertrag genommen. Insgesamt bestritt er in der Saison 2005/06 acht Spiele für die Knicks und erzielte im Schnitt 2,8 Punkte und 2,1 Rebounds pro Partie. Am 11. September 2006 wurde er allerdings von den Knicks wieder entlassen.
Vor der Saison 2006/07 wurde Udoka ins Trainingslager der Portland Trail Blazers aus seiner Heimatstadt eingeladen. Er überzeugte den Trainerstab und wurde in den Saisonkader der Blazers aufgenommen. Er stand sogar in allen 75 Hauptrundenspielen in der Anfangsaufstellung seiner Mannschaft. Er erhielt eine Einsatzzeit von 28,6 Minuten je Begegnung, die er im Schnitt zu 8,4 Punkten, 3,7 Rebounds und 0,9 Steals pro Partie nutzte.
Am 16. August 2007 wechselte Udoka zu den San Antonio Spurs. Nach der Saison 2009 wurde Udoka ein Free Agent und unterzeichnete erneut bei den Trail Blazers, wurde jedoch am 22. Oktober 2009 von den Blazers schon wieder entlassen. Am 4. November 2009 wechselte Udoka zu den Sacramento Kings.
Am 24. November 2010 bekam Udoka erneut einen Vertrag bei den San Antonio Spurs.

## Nigerianische Nationalmannschaft
Udoka wurde in den Vereinigten Staaten geboren. Sein Vater stammt aus Nigeria, wodurch Udoka in der Lage war, die nigerianische Staatsbürgerschaft zu erhalten. Er wurde in die Nationalmannschaft des Landes berufen. Für Nigeria spielte er bei der Afrikameisterschaft 2005 und der Weltmeisterschaft 2006. Bei der WM 2006 in Japan erzielte Udoka in sechs Spielen durchschnittlich 14,2 Punkte und 5,2 Rebounds je Begegnung.

## Trainerkarriere
Nachdem Udoka im Januar 2012 noch ein halbes Jahr in Spanien bei CB Murcia gespielt hatte, kehrte er nach San Antonio zurück, wo er bis 2019 Assistenztrainer unter Gregg Popovich war und 2014 die NBA-Meisterschaft mit den Spurs gewann. Nachdem er je ein Jahr für die Philadelphia 76ers und Brooklyn Nets als Assistenztrainer gearbeitet hatte, wurde Udoka im Juni 2021 neuer Cheftrainer der Boston Celtics und Nachfolger von Brad Stevens, der ins Management der Celtics gewechselt war. Udoka führte die Mannschaft 2022 zur NBA-Vizemeisterschaft. Am 22. September 2022 gab Boston bekannt, dass Udoka in der Saison 2022/23 nicht Cheftrainer der Mannschaft sein würde, da er gegen die Mannschaftsrichtlinien verstoßen habe. Ihm wurde eine „unangemessene Beziehung“ zu einer weiblichen Mitarbeiterin vorgeworfen. Eine Entscheidung über eine mögliche spätere Fortsetzung seiner Arbeit in Boston wurde für einen späteren Zeitpunkt angekündigt. Im Februar 2023 endete das Vertragsverhältnis zwischen Udoka und den Boston Celtics.
Ende April 2023 wurde er als neuer Cheftrainer der Houston Rockets verkündet.

## Familie
Seine ältere Schwester Mfon Udoka spielte in der Women’s National Basketball Association (WNBA) unter anderem bei den Houston Comets. Udokas Mutter ist Amerikanerin, sein Vater Nigerianer. Sein Vater starb während der Saisonvorbereitung im Oktober 2006.